# Summer Darkness Festival
Summer Darkness  war das seinerzeit größte Alternative-Musik-Festival in den Niederlanden. Es fand erstmals 2003 in Utrecht statt und war in der niederländischen Szene sehr populär, seit 2006 war es jedes Jahr ausverkauft.

## Hintergrund
Das Summer Darkness Festival fand immer am zweiten Wochenende im August, gleichzeitig mit dem M’era Luna Festival statt, ähnelte aber eher dem in Leipzig stattfindenden Wave-Gotik-Treffen, da verschiedene Veranstaltungen in der ganzen Stadt stattfanden.
Zur Veranstaltung zählten die diversen Auftritte bekannter Bands in diversen Clubs in Utrecht, hinzu kamen außerdem die kostenlose Konzerte, die in der Dom-Kirche stattfanden und die zusätzlichen Aktivitäten, wie ein Markt, Führungen durch die Stadt, und Demonstrationen der LARP Organisationen.
Das Festival war eine Zusammenarbeit zwischen Cyber Sache, Tivoli (Utrecht), EKKO und Mojo.
Unter dem Motto Summer Darkness wurden auch kleinere Konzerte und Festivals das ganze Jahr über veranstaltet, wie zum Beispiel im Februar 2007 die „Summer Darkness Winter Edition“.
2013 fand die letzte Ausgabe statt. Die Veranstalter wollten 2014 eine Pause einlegen. Als Gründe wurden angeführt, dass auf dem Festivalgelände Ausgrabungen durchgeführt werden und das Amphi Festival in Köln am gleichen Wochenende stattfinden würde. Die Organisation wolle die Zeit zum Nachdenken über das Konzept nutzen. Am 3. April 2015 gab der Veranstalter bekannt, dass das Summer Darkness Festival nicht wieder stattfinden werde.

## Line-Up

### 2003
Autumn, Bloodflowerz, Das Ich, Elis, Estampie, Gothminister, Mila Mar, Morning, NG-PRO, Paradise Lost, Orphanage, Say Y, Silent Assault, Sonar, Suicide Commando, Terminal Choice, This Morn’ Omina, Trisomy, Wolfsheim

### 2004
After Forever, Angel Theory, Angels & Agony, Aslan Faction, Atrocity, Coph Nia, Corvus Corax, Dulce Liquido, Faun, Feindflug, Hioctan, In Extremo, In Slaughter Natives, Killing Ophelia, Kutna Hora, Lamia, Leaves’ Eyes, Novalis, Omnia, P·A·L, The Peoples Republic of Europe, Predella Avant, Psyclon Nine, Pzychobitch, Raison d’être, Rosa Crux, Sanctum, Schandmaul, Sirenia,  Terrorfakt, Trail of Tears, Visions of Atlantis

### 2005
Animadverto, Asrai, Autoaggression, Autumn, The Azoic, The Birthday Massacre, Black Tongue Tribe, Chillburn, Crystal Entity, The Crüxshadows, Diary of Dreams, Dragonfly, Dulce Liquido, Epica, Estampie, Fertile Reality, Glis, Gothminister, Image Transmission, Misery, More Machine Than Man, Morgenstern, Morning, My Insanity, Nemesea, The Old Dead Tree, Olen'K, Panic DHH, Penumbra, Qntal, S.K.E.T., Sonata Arctica, Stin Scatzor, Suicide Commando, Syrian, T.Raumschmiere, Tamtrum, Therion, Unter Null

### 2006
Absurd Minds, Asche, Ataraxia, Bauhaus, The Birthday Massacre, The Chants of Maldoror, Clan of Xymox, Combichrist, Corde Oblique, Courtesan, Dead Cell, Diorama, Embolus, FabrikC, Faderhead, Front Line Assembly, Frozen Plasma, Gail of God, Gor, Grendel, Inertia, Moonspell, :Of the Wand & the Moon:, Omnia, The Peoples Republic of Europe, Prey, Reaper, Revolution by Night, Saeculum, Schattenschlag, Soman, Star Industry, Statik Sky, Stromkern, The [Law-Rah] Collective, Transworld, VNV Nation, Welle: Erdball, The Wounded, XmH, XP8, XPQ-21

### 2007
A New Dawn, Alt-F4, And One, Androgene Collective, Angelspit, Annatar, Assemblage 23, Chamber, Client, Covenant, crash-symptom, Delain, Die Weiße Rose, Diskonnekted, Dope Stars Inc., Elusive, Emilie Autumn, Epica, Frank the Baptist, Front 242, Geneviève Pasquier, Gothika, Grendel, H.E.R.R., Heimatærde, Implant, In Strict Confidence, Inkubus Sukkubus, Jägerblut, Krypteria, Lacrimas Profundere, Magion, Mindfields, Modcom, Morning, My Dying Bride, Ordo Rosarius Equilibrio, Outerspace Overdose, Rome, Rotersand, Steinkind, Straftanz, Suicidal Romance, The Crüxshadows, Trisomy, V2a, VNV Nation, X-Rx, XMH, Zombiegirl

### 2008
100 Blumen, AIT!, Alien Vampires, Apoptygma Berzerk, Catholic Boys in Heavy Leather, Christian Death, Cinema Strange, Clan of Xymox, Combichrist, Das Ich, De/Vision, Din(A)Tod, Echo & The Bunnymen, Endanger, Faun, Götterdämmerung, Garden of Delight feat. Lutherion, Gothika, Hocico, Irfan, Kiss the Anus of a Black Cat, Klimt 1918, Lacrimas Profundere, Lola Angst, Mesh, Misery, Monokrom, Nachtmahr, Narsilion, NG-PRO, Ordo Rosarius Equilibrio, Orfeo, Patenbrigade: Wolff, Persephone, Reaper, Scandy, Schallfaktor, SHNARPH!, Sieben, Skinjob, Snog, Sol Invictus, Sonar, Spectra*Paris, Spiritual Front, Synapscape, The 69 Eyes, The Frozen Autumn, The Royal Dead, Vive la Fête, Welle: Erdball, Within Temptation, XMH, [:SITD:]

### 2009
5F-X, Absolute Body Control, Atomic Neon, Beneath the Massacre, Covenant, Dandelion Wine, Dernière Volonté, Deviant UK, Eisbrecher, Embrun, Emilie Autumn, Gothminister, Grendel, Hate Eternal, Klangstabil, Kloq, Korpiklaani, Lacuna Coil, Misery Index, Modulate, MS Gentur, Negura Bunget, NOYCE™, Nullvektor, Other Day, Psycroptic, Reaper, Rosa Crvx, Rotersand, Sieben, S.K.E.T., Spetsnaz, Suffocation, Summer Slaughter, The Birthday Massacre, The Crüxshadows, The Faceless, Triarii, Tyr, Tyske Ludder, Uberbyte, VNV Nation

### 2010
Aesthetic Perfection, Allerseelen, Allseits, Alter Der Ruine, Amduscia, And One, Bacio Di Toscia, Ball Noir, Bal du Masque, Beauty of Gemina, Brendan Perry, Clan of Xymox, Cyberia, DAF, Diorama, Dive, DJ Bob, DJ Distortedchaos, DJ Krat, DJ S.P.U.D., Faith and the Muse, Genevieve Pasquier, Grendel, Ianva, Imminent, Industrial Night, In Slaughter Natives, In Strict Confidence, Jännerwein, Kelten Zonder Grenzen, Keltia, Krebbel, Leaetherstrip, Mono Amine, Nachtmahr, Orfeo, Peter Bjärgö, Phelios, Project Pitchfork, Rauw, SAM, Seventh Harmonic, Sophia, Sophya, Sopor Aeternus, Cinema Obscure, Viewing, Spinning Toward the End, Spiritual Front, Straftanz, W.A.S.T.E., X-Rated Ambient Stage, Xmh, Zwarte Poesie

### 2011
16pad Noise Terrorist, Akoustik Timbre Frekuency, Alternative Eighties Dance Night, Angelspit, Bacio di Toscia, Balfolk Fantasy Meeting, Ball Noir, Broken Note, Cerise Noir, Cesair, Cinema Obscure: Nosferatu Eine Symphonie des Grauens, Cyberia XI, Destroid, DJs on Summer Darkness, Eisenfunk, Faderhead, For Greater Good, Freakangel, Julien-K, Kelten Zonder Grenzen, Killing Joke, Kirlian Camera, Komor Kommando, Kristus Kut, Leaf, Machinist, Matta, Nitzer Ebb, Niveau Zero, Omdulö, Ordo Rosarius Equilibrio, Orfeo, Rome, Shiv-R, SITD, The Neon Judgement, The Wars, Tying Tiffany, Ulterior, VNV Nation, Wikan, X-rated

### 2012
Aesthetic Perfection, Agent Side Grinder, Binary Park, Combichrist, Controlled Collapse, Diary of Dreams, Faerydae, Finvarra, Formalin, Haujobb, In the Nursery, Mars, Mojo Fury, Mono Amine, Nachtmahr, Nao, O. Children, Parade Ground, Peter Hook, Post Nuclear Steam-City of Echoes, Sieben, Sonar, Straftanz, Suicide Commando, Surgyn, The Cruxshadows, The Dutch Lemmings, Triarii, Vomito Negro, Winterkälte.

### 2013
Alien Vampires, Amenra, Amma, Apoptygma Berzerk, Bal du Masque presents Imaginarium, Chrysalide, Clan of Xymox, Covenant, Cygnostic, Darkrad, Davidk, Diorama, Dolphin, Extinction Front, FabrikC, Finvarra, Frank Wiersema, Frozen Plasma, God Is an Astronaut, Grausame Töchter, Grendel, Hidden Place, Hysteresis, Iszoloscope, Karin Park, Kelten Zonder Grenzen, La Lune Noire, Lebanon Hanover, Legend, Light Asylum, Metroland, Mono No Aware, Movement, Neurocore, Nocx, Of The Wand & The Moon, Ophidian, Osewoudt, Rotersand, Ruffneck vs Thrasher, Scarlet Soho, Schwarzblut, She Past Away, Sixth June, Sonic Area, Sophya, T3RROR 3RROR, The Black Heart Rebellion, The Soft Moon, Welle Erdball, Wieloryb, X-rated, Xotox, Xp8